# Eubaphe fieldi
Eubaphe fieldi là một loài bướm đêm trong họ Geometridae.